# Джакотен
Джакотен, часом Якотен (яп. じゃこ天) — страва японської кухні, яка виготовляється з дрібної риби, спійманої поблизу, яку змішують у пасту, а потім смажать. Це особливий продукт Уваджіми в південній префектурі Ехіме. Якотен має довгу історію, його вживали в їжу ще з періоду Едо.

## Історія
За Книгою Джакотен, ця страва була винайдена у 1614 році. Спочатку Дате Хідемуне запропонував своєму майстрові готувати рибні пасти на пару в 1615 році. Майстри готували паштети з риби Уваджіми на пару. Хідемуне був дайміо Уваджіми. Коли він відвідав Сендай, то полюбив там рибні пасти, приготовані на пару, тож хотів їсти їх і в Ехіме.

## Процес

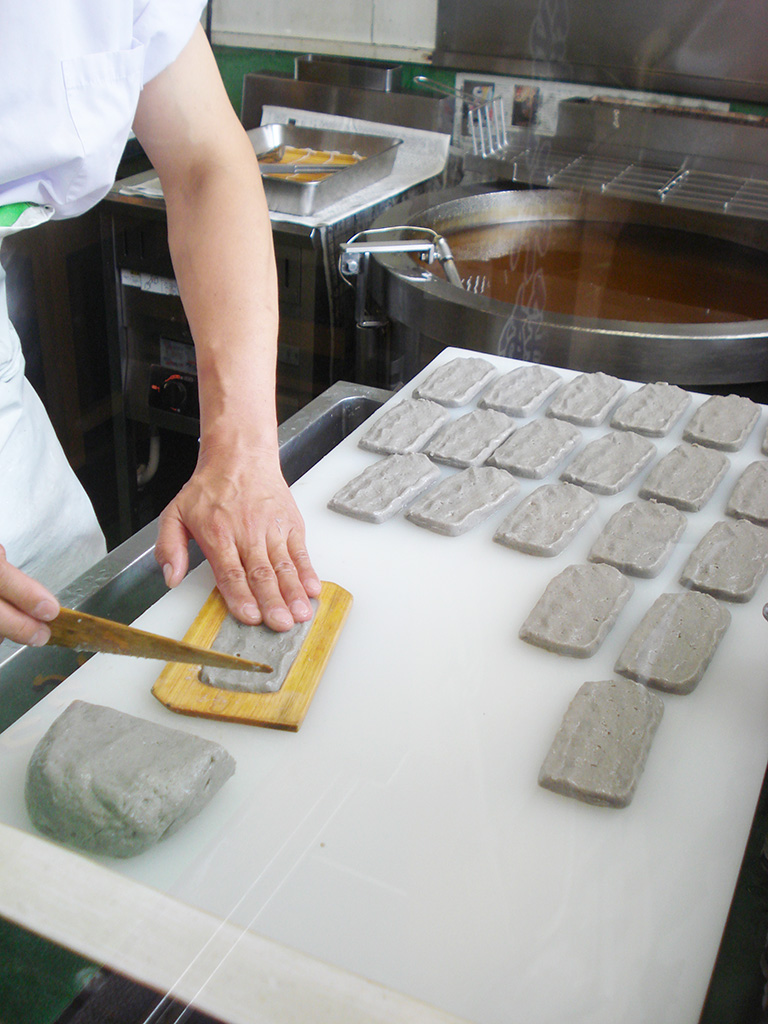

Хотаруджако, тобто маленька біла риба, добре підходить для приготування джакотена. Hotarujako — це японська назва Acropoma japonicum, виду біолюмінесцентної риби родини Acropomatidae, яка англійською називається glowbelly або lanternbelly. Хотаруджако також називають в Увадзімі харанбо.
Спочатку у риби видаляють голови, нутрощі і луску. Потім решту частин разом з кістками подрібнюють. Додають приправи і рибний фарш перетирають в пасту. Далі з нього формують прямокутні котлети за допомогою дерев'яної рамки. Котлети смажать декілька хвилин, поки не стануть брунатними: тоді шматочки джакотена готові.

## Прийом їжі
Джакотен слід смажити на сковороді або шичиріні (переносній глиняній печі). Їсти його потрібно з соєвим соусом і тертою редькою дайкон. Джакотен використовується в таких стравах як німоно, удон, в салатах тощо, він також добре поєднується з алкогольними напоями.